# Stor-Hällsjön, Medelpad
Stor-Hällsjön är en sjö i Sundsvalls kommun i Medelpad och ingår i Ljungans huvudavrinningsområde. Sjön har en area på 0,541 kvadratkilometer och ligger 58,1 meter över havet. Sjön avvattnas av vattendraget Furubäcken.

## Delavrinningsområde
Stor-Hällsjön ingår i det delavrinningsområde (692007-155670) som SMHI kallar för Utloppet av Stor-Hällsjön. Medelhöjden är 140 meter över havet och ytan är 2,92 kvadratkilometer. Räknas de 3 avrinningsområdena uppströms in blir den ackumulerade arean 9,97 kvadratkilometer. Furubäcken som avvattnar avrinningsområdet har biflödesordning 2, vilket innebär att vattnet flödar genom totalt 2 vattendrag innan det når havet efter 38 kilometer. Avrinningsområdet består mestadels av skog (70 procent). Avrinningsområdet har 0,54 kvadratkilometer vattenytor vilket ger det en sjöprocent på 18,5 procent.